# Estação Madureira
Madureira é uma estação de trem localizada no bairro de Madureira, na Zona Norte do Rio de Janeiro.
É uma das principais estações ferroviárias do subúrbio carioca, possuindo integração rodoviária e através de BRT com a região de Jacarepaguá, Barra da Tijuca, Ilha do Governador, Centro, entre outros bairros da capital fluminense, e de municípios da Região Metropolitana, como os da Baixada Fluminense.

## História
A história da estação é interligada à do próprio bairro de Madureira, que já se desenvolvia desde 1851, após a morte de Lourenço Madureira, ex-arrendatário e posterior proprietário da fazenda que havia no local. Sete anos após, em 1858, foi inaugurada a Estação Cascadura, até então a mais próxima (cerca de 1200 metros de distância).
A Estação Madureira foi inaugurada em 15 de junho de 1890, homenageando o sobrenome do antigo proprietário da região, e ajudando desta forma a consolidar o nome do novo bairro. Em 1897, em um terreno loteado da fazenda Dona Clara, de propriedade do comendador Carlos Xavier do Amaral e de dona Clara Joaquina Simões do Amaral, foi inaugurada a Estação Dona Clara, uma estação rotatória, que em 1935 foi desativada e demolida, atualmente neste local existindo a Praça do Patriarca.

## Plataformas
| 1 |

|  | ↑ a ↑ |

|  | ↓ b ↓ |

| 2 |

|  | ↑ c ↑ |

|  | ↕ d ↕ |

| 3 |

|  | ↓ e ↓ |

| 1 |

|  | ↑ a ↑ |

|  | ↓ b ↓ |

| 2 |

|  | ↑ c ↑ |

|  | ↕ d ↕ |

| 3 |

|  | ↓ e ↓ |

| 1 |

|  | ↑ a ↑ |

|  | ↓ b ↓ |

| 2 |

|  | ↑ c ↑ |

|  | ↕ d ↕ |

| 3 |

|  | ↓ e ↓ |

| 1 |

|  | ↑ a ↑ |

|  | ↓ b ↓ |

| 2 |

|  | ↑ c ↑ |

|  | ↕ d ↕ |

| 3 |

|  | ↓ e ↓ |

## Na cultura popular

### No cinema
- A estação de Madureira aparece no filme Boca de Ouro de Nelson Pereira dos Santos (1963). [3]
- A estação de Madureira aparece na novela Pão-Pão, Beijo-Beijo de Gonzaga Blota, Henrique Martins e Atílio Riccó (1983) [4]